# Billboard 200

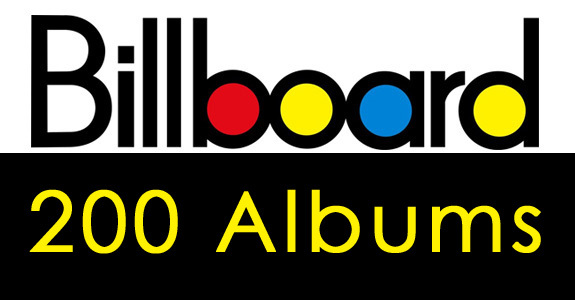
Logo

Billboard 200 je hitparáda dvou set nejprodávanějších hudebních desek a EP na území USA. Výsledky publikuje každý týden magazín Billboard, první žebříček byl zveřejněn v roce 1945.

## Historie
V roce 1945 poprvé začal být vydáván žebříček hitparády Billboard, tehdy však jen pětimístný. Nebyl vydáván jednou týdně, tak jako dnes, ale jednou za tři až sedm týdnů. Změna přišla v roce 1955 s rozmachem rockenrolu. Žebříček byl rozšířen na patnáct míst. Od 24. března 1956 začal vycházet týdenní žebříček Best-Selling Popular Albums. Tehdy se rozmezí žebříčku začalo pohybovat od 10 do 30 alb. Prvním nejprodávanějším albem na pravidelném týdenním žebříčku se stalo album Belafonte Harryho Belafonteho.
Roku 1959 se hitparáda Billboard rozštěpila na Best-Selling Stereophonic LPs (30 míst), pro alba se stereo zvukem a Best-Selling Monophonic LPs (50 míst), pro alba s mono zvukem. O rok později byly přejmenovány na Stereo Action Chart (30 míst) a Mono Action Chart (40 míst). Roku 1961 se opět přejmenovaly na Action Albums – Stereophonic (15 míst) a Action Albums – Monophonic (25 míst). O tři měsíce později zaznamenaly další změnu názvů na Top LPs – Stereo (50 míst) a Top LPs – Monaural (150 míst).
17. srpna 1963 byly žebříčky sloučeny do Top LPs (150 míst). Roku 1967 se jeho rozsah rozšířil nejdříve na 175 a 13. května na konečných 200 míst. O pět let později byla hitparáda přejmenována na Top LPs & Tapes, roku 1985 na Top Pop Albums, roku 1991 na The Billboard 200 Top Albums a konečně v roce 1992 na nynější The Billboard 200.

## Nielsen SoundScan
Od 26. května 1991 hitparáda Billboard čerpá data z databáze prodejů vedenou společností Nielsen SoundScan. V roce 2008 tato společnost spravovala data o více než 14 000 hudebních umělcích.

## Úspěchy Billboard 200 (1963–2015)
V roce 2015 sestavil magazín Billboard žebříček největších úspěchů za posledních 52 let.

### Nejlepších 10 alb
| Umístění | Album                     | Rok vydání | Umělec            | Umístění a doba trvání |
| -------- | ------------------------- | ---------- | ----------------- | ---------------------- |
| 1        | 21                        | 2011       | Adele             | #1 – 24 týdnů          |
| 2        | Za zvuků hudby soundtrack | 1965       | Soundtrack        | #1 – 2 týdny           |
| 3        | Thriller                  | 1983       | Michael Jackson   | #1 – 37 týdnů          |
| 4        | Fearless                  | 2008       | Taylor Swift      | #1 – 11 týdnů          |
| 5        | Born in the U.S.A.        | 1984       | Bruce Springsteen | #1 – 7 týdnů           |
| 6        | Ropin' the Wind           | 1991       | Garth Brooks      | #1 – 18 týdnů          |
| 7        | Jagged Little Pill        | 1995       | Alanis Morissette | #1 – 12 týdnů          |
| 8        | Doktor Živago soundtrack  | 1966       | Soundtrack        | #1 – 1 týden           |
| 9        | All the Right Reasons     | 2005       | Nickelback        | #1 – 1 týden           |
| 10       | Tapestry                  | 1971       | Carole King       | #1 – 15 týdnů          |

### Nejlepší umělci
| Umístění | Umělec             |
| -------- | ------------------ |
| 1        | The Beatles        |
| 2        | The Rolling Stones |
| 3        | Barbra Streisand   |
| 4        | Garth Brooks       |
| 5        | Elton John         |
| 6        | Mariah Carey       |
| 7        | Herb Alpert        |
| 8        | Taylor Swift       |
| 9        | Chicago            |
| 10       | Michael Jackson    |

### Umělci s nejvíce alby v Billboard Top 200
| Počet alb | Umělec              | Alba (umístění v žebříčku)                                                                                               |
| --------- | ------------------- | --- |
| 5         | The Beatles         | Sgt. Pepper's Lonely Hearts Club Band (54), A Hard Day's Night (105), 1 (131), Abbey Road (135), Meet the Beatles! (187) |
| 4         | Taylor Swift        | Fearless (4), Taylor Swift (18), 1989 (64), Red (140)                                                                    |
| 4         | Led Zeppelin        | Led Zeppelin II (146), Houses of the Holy (185), Led Zeppelin IV (194), In Through the Out Door (198)                    |
| 3         | Michael Jackson     | Thriller (3), Bad (138), Off the Wall (149)                                                                              |
| 3         | Nickelback          | All the Right Reasons (9), Silver Side Up (162), Dark Horse (182)                                                        |
| 3         | Whitney Houston     | Whitney Houston (11), Osobní strážce – soundtrack (23), Whitney (159)                                                    |
| 3         | Herb Alpert         | Whipped Cream & Other Delights (13), Going Places (44), What Now My Love (170)                                           |
| 3         | Elton John          | Goodbye Yellow Brick Road (39), Honky Château (145), Captain Fantastic and the Brown Dirt Cowboy (175)                   |
| 3         | Mariah Carey        | Mariah Carey (50), The Emancipation of Mimi (52), Music Box (87)                                                         |
| 3         | Janet Jacksonová    | Control (72), Janet Jackson's Rhythm Nation 1814 (94), Janet (119)                                                       |
| 2         | Garth Brooks        | Ropin' the Wind (6), No Fences (29)                                                                                      |
| 2         | Fleetwood Mac       | Rumours (15), Fleetwood Mac (74)                                                                                         |
| 2         | Céline Dion         | Falling into You (21), Let's Talk About Love (164)                                                                       |
| 2         | Pink Floyd          | The Dark Side of the Moon (31), The Wall (92)                                                                            |
| 2         | Creed               | Human Clay (34), Weathered (181)                                                                                         |
| 2         | Santana             | Supernatural (36), Abraxas (114)                                                                                         |
| 2         | Backstreet Boys     | Backstreet Boys (42), Millennium (70)                                                                                    |
| 2         | Eminem              | The Eminem Show (56), Recovery (93)                                                                                      |
| 2         | Boyz II Men         | II (61), Cooleyhighharmony (129)                                                                                         |
| 2         | Green Day           | American Idiot (73), Dookie (172)                                                                                        |
| 2         | Nelly               | Country Grammar (85), Nellyville (174)                                                                                   |
| 2         | John Denver         | John Denver's Greatest Hits (86), Back Home Again (193)                                                                  |
| 2         | Chicago             | Chicago II (89), Chicago V (165)                                                                                         |
| 2         | The Black Eyed Peas | The E.N.D (96), Monkey Business (134)                                                                                    |
| 2         | Justin Timberlake   | FutureSex/LoveSounds (97), The 20/20 Experience (200)                                                                    |
| 2         | Mumford & Sons      | Sigh No More (106), Babel (116)                                                                                          |
| 2         | Alicia Keys         | Songs in A Minor (107), As I Am (128)                                                                                    |
| 2         | NSYNC               | No Strings Attached (111), NSYNC (137)                                                                                   |
| 2         | The Monkees         | The Monkees (132), More of the Monkees (156)                                                                             |
| 2         | Eagles              | The Long Run (148), One of These Nights (155)                                                                            |
| 2         | Billy Joel          | Glass Houses (168), 52nd Street (191)                                                                                    |

## Rekordy – umělci

### Nejvíce top 10 alb
- The Rolling Stones (37)
- Barbra Streisand (34)
- Frank Sinatra (32)
- The Beatles (32)
- Elvis Presley (27)

### Nejvíce nejprodávanějších alb
- The Beatles (19)
- Taylor Swift (14)
- Jay-Z (14)
- Bruce Springsteen (11)
- Barbra Streisand (11)
- Drake (11)
- Elvis Presley (10)
- Eminem (10)
- Kanye West (10)
- Garth Brooks (9)
- The Rolling Stones (9)

### Nejvíce nejprodávanějších alb v řadě
- Taylor Swift (14)
- Jay-Z (11)
- Eminem (10)
- Kanye West (10)
- The Beatles (9)
- The Rolling Stones (8)
- Beyoncé (6)
- Dave Matthews Band (7)
- Drake (7)
- Elton John (6)
- Metallica (6)
- Justin Bieber (6)
- J. Cole (6)

### Nejvíce nejprodávanějších alb debutujících na prvním místě
- Taylor Swift (14)
- Eminem (10)
- Kanye West (10)
- Beyoncé (7)
- Dave Matthews Band (7)
- Drake (7)
- Metallica (6)
- Justin Bieber (6)
- Madonna (5)
- U2 (5)
- Disturbed (5)
- Lady Gaga (5)
- DMX (5)

### Nejvíce týdnů na prvním místě (v součtu)
- The Beatles (132)
- Taylor Swift (76)
- Elvis Presley (67)
- Garth Brooks (52)
- Michael Jackson (51)
- Whitney Houston (46)
- The Kingston Trio (46)
- Adele (40)

### Nejvíce alb v top 10 zároveň
- Prince (5) 2016
- Taylor Swift (5) 2023
- The Kingston Trio (4) 1959
- Herb Alpert & the Tijuana Brass (4) 1966
- Peter, Paul & Mary (3)
- Whitney Houston (3) 2012
- Led Zeppelin (3) 2014

### Nejvíce alb v top 200 zároveň
- Prince (19) 2016
- The Beatles (13) 2014
- Taylor Swift (11) 2023
- Whitney Houston (10) 2012
- David Bowie (10) 2016
- Led Zeppelin (9) 1979
- Eminem (8) 2013
- Linkin Park (8) 2017
- Chicago (7) 1974
- Elvis Presley (7) 1977
- The Monkees (7) 1986
- Pearl Jam (7) 2001
- Mac Miller (7) 2018
- Drake (7) 2021

## Rekordy – alba

### Nejvíce týdnů na prvním místě
- West Side Story – soundtrack (54)
- Thriller – Michael Jackson (37)
- Rumours – Fleetwood Mac (31)
- Jižní Pacifik – soundtrack (31)
- Calypso – Harry Belafonte (31)
- 21 – Adele (24)
- Purple Rain – Prince a the Revolution/soundtrack (24)
- Saturday Night Fever: The Original Movie Sound Track – Bee Gees/soundtrack (24)
- Please Hammer, Don't Hurt 'Em – MC Hammer (21)
- Osobní strážce – Whitney Houston/soundtrack (20)
- Blue Hawaii – Elvis Presley/soundtrack (20)

### Nejvíce týdnů v žebříčku
- The Dark Side of the Moon – Pink Floyd (931)
- Johnny's Greatest Hits – Johnny Mathis (490)
- My Fair Lady – obsazení (480)
- Legend – Bob Marley a the Wailers (479)
- Journey's Greatest Hits – Journey (470)
- Metallica – Metallica (440)
- Greatest Hits – Guns N' Roses (408)
- Nevermind – Nirvana (370)
- Curtain Call: The Hits – Eminem (350)
- 21 – Adele (335)
- Doo-Wops & Hooligans – Bruno Mars (333)

- Fantom opery – obsazení (331)
- The Eminem Show – Eminem (329)
- Chronicle: The 20 Greatest Hits – Creedence Clearwater Revival (324)
- Tapestry – Carole King (318)
- Oklahoma! – obsazení (305)
- Thriller – Michael Jackson (298)
- Back in Black – AC/DC (297)
- Heavenly – Johnny Mathis (295)
- Led Zeppelin IV – Led Zeppelin (289)
- The Foundation – Zac Brown Band (288)
- Recovery – Eminem (288)

### Nejrychlejší skokan (na první místo)
- Life After Death – The Notorious B.I.G. (176–1)
- Vitalogy – Pearl Jam (173–1)
- In Rainbows – Radiohead (156–1)
- Ghetto D – Master P (137–1)
- More of The Monkees – The Monkees (122–1)
- MP da Last Don – Master P (112–1)
- Beatles '65 – The Beatles (98–1)
- Help! – The Beatles (61–1)
- Rubber Soul – The Beatles (60–1)
- Ballad of the Green Berets – Barry Sadler (53–1)

### Největší pády z prvního místa
- This House Is Not for Sale – Bon Jovi (1–43)
- A Pentatonix Christmas – Pentatonix (1–41)
- Light Grenades – Incubus (1–37)
- One More Light – Linkin Park (1–30)
- Mission Bell – Amos Lee (1–26)
- I Like It When You Sleep, for You Are So Beautiful Yet So Unaware of It – The 1975 (1–26)
- Showroom of Compassion – Cake (1–25)
- Christmas – Michael Bublé (1–24)
- Blue Slide Park – Mac Miller (1–24)
- Burning Lights – Chris Tomlin (1–22)
- The Golden Age of Grotesque – Marilyn Manson (1–21)
- The Circle – Bon Jovi (1–19)
- 1000 Forms of Fear – Sia (1–19)
- Drones – Muse (1–19)
- The Inspiration – Young Jeezy (1–18)
- Handwritten – Shawn Mendes (1–17)